# Сетубинья
Сетубинья (порт. Setubinha) — муниципалитет в Бразилии, входит в штат Минас-Жерайс. Составная часть мезорегиона Вали-ду-Мукури. Входит в экономико-статистический микрорегион Теофилу-Отони. Население составляет 11 230 человек на 2006 год. Занимает площадь 535,738 км². Плотность населения — 17,8 чел./км².
Праздник города — 22 декабря.

## Статистика
- Валовой внутренний продукт на 2003 год составляет 16 103 636,00 реалов (данные: Бразильский институт географии и статистики).
- Валовой внутренний продукт на душу населения на 2003 год составляет 1707,16 реалов (данные: Бразильский институт географии и статистики).
- Индекс развития человеческого потенциала на 2000 год составляет 0,568 (данные: Программа развития ООН).